# Joan Bernet Toledano
Joan Bernet Toledano (Barcelona, 6 de julio de 1924 - Pontons, 31 de marzo de 2009) fue un dibujante de historietas español. Su hermano Miguel Bernet Toledano, alias Jorge, es el creador de Doña Urraca en el tebeo Pulgarcito de Editorial Bruguera.

## Biografía
Publicó sus obras en revistas como TBO, Trinca, Mortadelo, El DDT, Súper Pulgarcito, etc. Los personajes más conocidos que creó son Altamiro de la Cueva, ambientado en la Prehistoria y los de la serie Los guerrilleros, ambientado en la Guerra de Independencia Española. También trabajó con personajes creados por otros autores como Enrique Sánchez Abulí en la serie Juanito "Er Kiko" de la revista Trinca.